# Никольский храм (Гаврилов-Ям)
Свято-Никольский Храм (Никольский Храм) — православный храм в городе Гаврилов-Ям.

## История

### Основание храма
Храм был построен на средства прихожан в 1798 году на месте деревянного храма, известного с 1627 года. Изначально в приход храма входили следующие деревни:
— Петрунино;
— Романцево;
— Осташкино;
— Бели;
— Двухдворище;
— Гагаринская Слобода;
— Фёдоровское.
Всего приход составлял 619 человек.

### XIX и начало XX века
В течение XIX века в храме появились 2 новых придела: в 1888 году — во имя апостола Архипа и Всех Святых, в 1890 г. — во имя Успения Пресвятой Богородицы. Ремонт и обновление храма неоднократно помогал осуществлять Алексей Локалов — владелец льнопрядильной мануфактуры города.
В 1909 году завершился очередной ремонт храма, выполнявшийся на средства В. Г. Лопатина — старосты церкви. На отделку храма было потрачено 60000 рублей, а выполняли её братья Пашковы — владельцы московской мастерской «Наследники П. П. Пашкова». В том же году обновлённый храм был освящён архиепископом Тихоном.

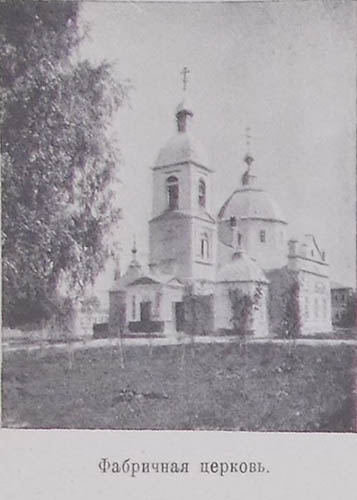
Так выглядел храм в начале 20-го века.

### Советское время
Храм работал до 1936 года, после чего был закрыт и переоборудован под спортивный зал. Через несколько месяцев после закрытия храма несколько десятков жителей города открыто выступили против этого, в их числе — Мария Фёдоровна Данилова, подвергшаяся репрессиям и окончившая жизнь в лагерях, впоследствии причисленная к новомученникам.

### Настоящее время
Храм возвращён Русской Православной Церкви в 1991 г. и снова открыт для прихожан. Активно ведётся реставрация храма.

## Внешний вид храма
Храм выполнен из камня и имеет 3 престола: во во имя святителя Николая, архиепископа Мир Ликийских, Чудотворца; во имя Успения Пресвятой Богородицы; во имя апостола Архипа и Всех Святых.